# Zwartkoproofvlieg
De zwartkoproofvlieg (Rhadiurgus variabilis) is een vliegensoort uit de familie van de roofvliegen (Asilidae). De wetenschappelijke naam van de soort is voor het eerst geldig gepubliceerd in 1838 door Zetterstedt.